# George Dorn Screams
George Dorn Screams – polski zespół powstały w 2005 roku w Bydgoszczy. Wykonują muzykę alternatywną, która wyrasta z obrzeży post rocka i slowcore.

## Muzycy

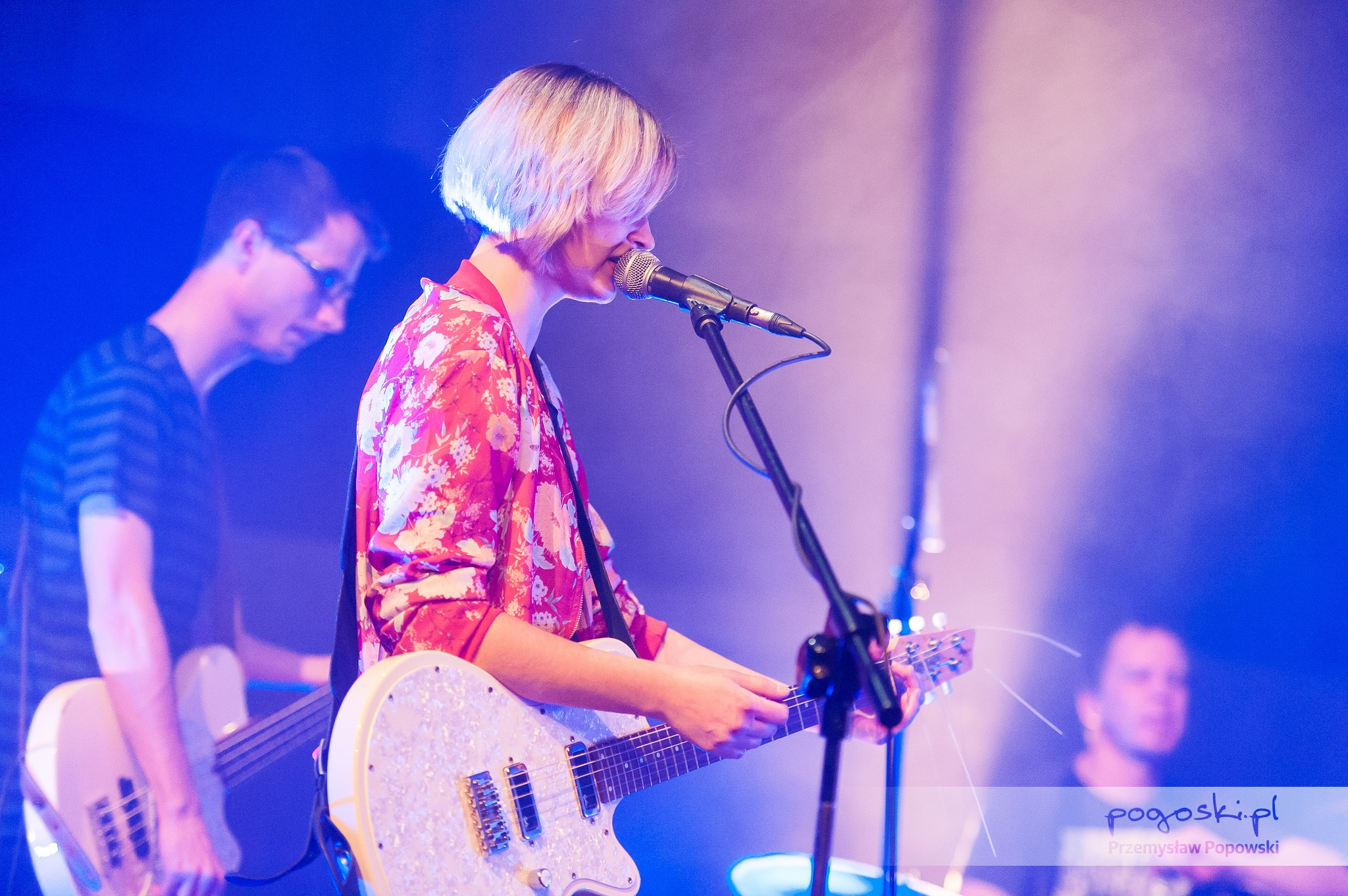
Zespół George Dorn Screams podczas premiery koncertowej płyty „Spacja kosmiczna”, Bydgoszcz, Miejskie Centrum Kultury

### Skład zespołu
- Magda Powalisz (wokal, gitara)
- Radek Maciejewski (gitara)
- Wojtek Trempała (bas)
- Marcin Karnowski (perkusja)

### Byli członkowie zespołu
- Tomasz Popowski – perkusja (2005–2011)
- Jakub Ziołek – gitara, wokal (2008–2011)
- Bartłomiej Chmara – gitara (2010)

### Muzycy występujący gościnnie
- Jakub Kapsa (Something Like Elvis, Contemporary Noise Quintet/Sextet) – pianino w More Than This (Snow Lovers Are Dancing)
- Wojciech Jachna (Dubska, Contemporary Noise Quintet/Sextet, Jachna/Buhl, Innercity Ensemble) – trąbka w The Terrace, Another Day (The Large Glass)

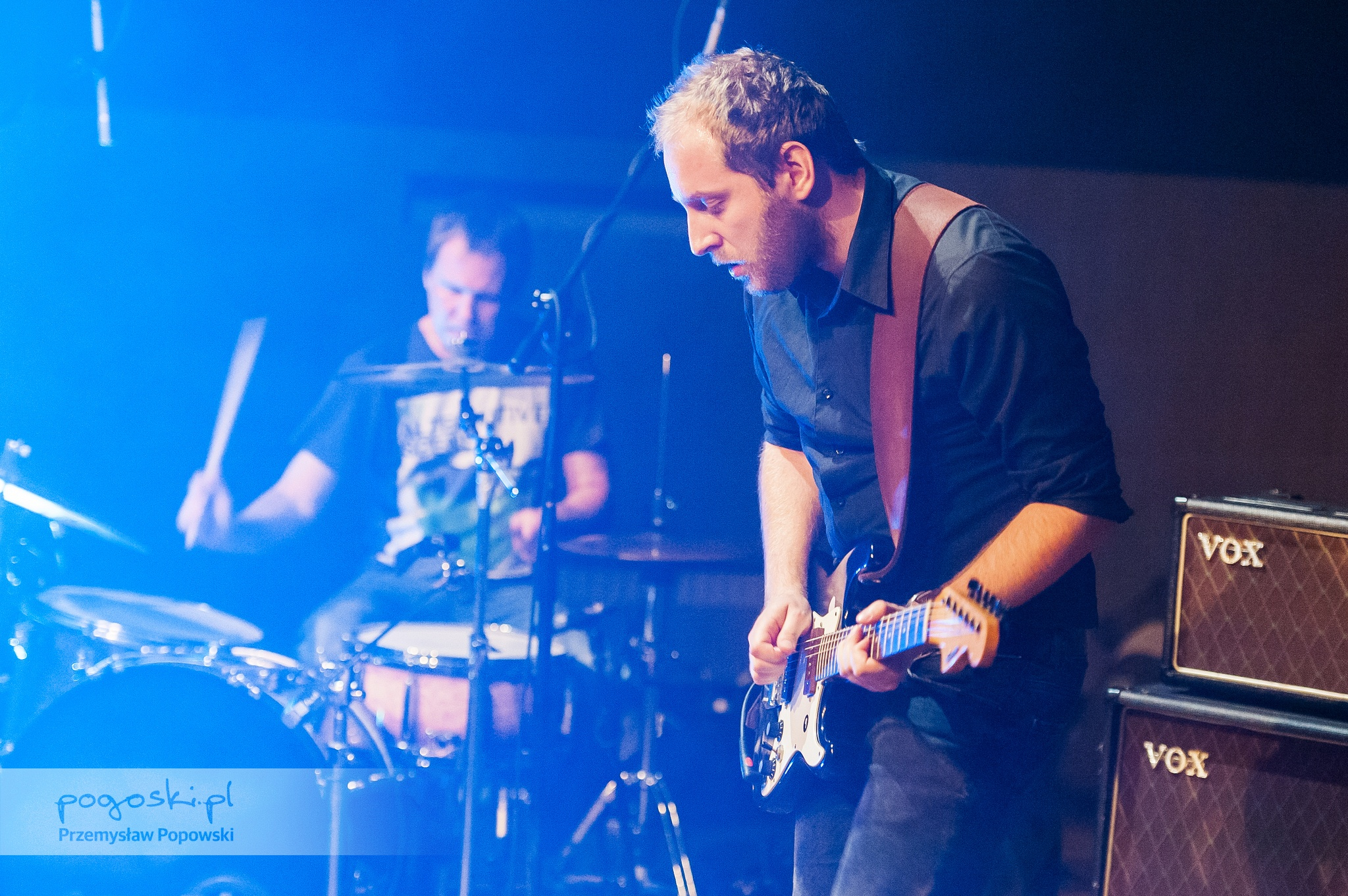
Zespół George Dorn Screams podczas premiery koncertowej płyty „Spacja kosmiczna”, Bydgoszcz, Miejskie Centrum Kultury

## Historia
Początkowo trójka przyjaciół – Tomek Popowski, Wojtek Trempała i Radek Maciejewski – wraz z Mikołajem Zielińskim – tworzyła zespół Whipping Willow. Po kilku latach poszukiwań własnej drogi, w 2005 roku dołączyła do nich Magdalena Powalisz. Pierwszy koncert w tym składzie zespół dał 13 grudnia 2005 roku w Mózgu w Bydgoszczy.
2006 rok zespół poświęcił na nagranie płyty. Zespół dał też telewizyjny koncert na antenie TVP3 a jego piosenki wielokrotnie emitowało radio PiK. Ostatecznie 5 października tego roku ukazał się debiutancki album Snow Lovers Are Dancing zawierający 9 piosenek, który zebrał dobre opinie (ArtRock.pl, Independent.pl, Teraz Rock, Trójka). Media postawiły go w gronie najciekawszych debiutów i śmiało wymieniano wśród najlepszych krążków ostatnich lat w Polsce.
2007 rok zespół poświęcił na dłuższą trasę koncertową promującą debiutancki album. Wystąpili m.in. na Off Festivalu w Mysłowicach. Supportowali kilka grup – m.in. amerykański The Paper Chase, Troya von Balthazara z Chokebore, Immanu El czy Leaders Off ze Szwecji. Wystąpili także na żywo na antenie radiowej Trójki.
Zespół został doceniony przez Agnieszkę Szydłowską i dzięki niej – jako jeden z niewielu polskich wykonawców – znalazł się na jednej płycie obok takich grup, jak Editors, Of Montreal i Blonde Redhead. Premiera składanki miała miejsce 16 czerwca 2008 roku. Zespół został też nominowany do nagrody Bydgoszczanin roku w plebiscycie Gazety Wyborczej. W tym roku zespół pracował też nad kolejną płytą, która ostatecznie miała premierę w 2009 roku. Jej produkcja została powierzona Johnowi Congeltonowi liderowi zespołu The Paper Chase, który współpracował z takimi grupami, jak Modest Mouse, Explosions in the Sky, The Roots, Logh, czy The Appleseed Cast. Materiał został zarejestrowany latem 2008 roku w Dallas. Nowy album cieszył się zainteresowaniem zarówno mediów i słuchaczy. Jednocześnie też ukazał bardziej „noisowe” oblicze zespołu stanowiąc najostrzejszą propozycje w dotychczasowym dorobku grupy. Promocja koncertowa płyty objęła ponowne występy George Dorn Screams w Muzycznym Studio im. Agnieszki Osieckiej (Radiowa Trójka 2009) oraz Off Festival (2009). Singiel Messages From A Drunken Broom ukazał się w tym samym roku na kompilacji Artur Rojek Selection Off Festival. Jesienią 2009 roku George Dorn Screams wydali nagraną w Sucharach (k. Nakła Nad Notecią) EP-kę “The Large Glass”, która ponownie została przyjęta z życzliwością. Koncertów promocyjnych nie było jednak tak dużo, jak w przypadku poprzednich płyt, ponieważ zespół postanowił zrobić przerwę i skoncentrować się na komponowaniu materiału na swój trzeci album. W 2010 roku zespół opuszcza Jakub Ziołek koncentrując się na swoich autorskich projektach Ed Wood i Tin Pan Alley. Jego miejsce zajmuje czasowo Bartłomiej Chmara (znany z Popo i duetu Chmara/Winter), który koncertuje z zespołem w trakcie mini trasy na Litwie (2 koncerty w Wilnie, Kłajpedze i Alytus – maj 2010).
W lutym 2011 roku GDS rejestrują podobnie jak The Large Glass pod producenckim okiem Jarka Hejmanna (perkusista Dubska, Miasto, Illegal Boys, Dopamina) swój trzeci album Go Cry on Somebody Else's Shoulder. Jego premiera ma miejsce jesienią. Jeszcze przed opublikowaniem pochodzący z płyty utwór „Alpha Coma” został singlem tygodnia w emitowanym w radiowej „Trójce” Programie Alternatywnym. Trasa promocyjna albumu została przerwana przez odejście Tomasza Popowskiego (obecnie między innymi Ed Wood, Hokei, Trio Alameda, Innercity Ensemble). Zespół ogłosił w grudniu 2011 roku zawieszenie działalności.
Mimo początkowych planów z zakończeniem aktywności zimą 2012 roku perkusistą zespołu zostaje Marcin Karnowski (3 Moonboys, Variete, Brda, Mara). Grupa powraca do regularnych prób i koncertowania. Wiosną 2013 roku ujawnia pochodzący z amerykańskiej sesji nagraniowej niepublikowany dotąd utwór „Don't ask me”. We wrześniu 2013 roku muzycy decydują się zarejestrować nowy materiał po raz trzeci przy współpracy z Jarkiem Hejmannem, po raz drugi w Sucharach. Jego premiera zapowiadana jest na styczeń 2014.

## Dyskografia

### Single
- 69 Moles (2007)
- Cul-De-Sac (2009)
- Messages From A Drunken Broom (2009)
- Alpha Coma (2011)
- Silence is gettin bigger (2012)
- Water Under The Bridges Rise (2013)
- Don't ask me (2013)

### Albumy
- Snow Lovers Are Dancing (2006)
- O'Malley's Bar (2009)
- Go Cry On Somebody Else's Shoulder (2011)
- Ostatni Dzień (2014)
- Spacja Kosmiczna (2016)

### EPki
- The Large Glass (2009)

### Kompilacje
- Piosenki Bydgoskie (2006) – (piosenka The Woman With A Bow)
- Agnieszka Szydłowska – Program Alternatywny (2008) (piosenka Phoney)
- Artur Rojek Selection Off Festival (2009) (Messages From a Drunken Broom)

### Teledyski
- 69 Moles – scenariusz i realizacja Marcin Sauter (2007)
- Silence Is Gettin Bigger – scenariusz i realizacja Wojciech Trempała, Maciej Bokiej, Karol Sawicki (2012)
- Water Under The Bridges Rise – scenariusz i realizacja Radosław Maciejewski (2013)